# Сирень обыкновенная
Сире́нь обыкнове́нная (лат. Syrínga vulgáris) — садовое растение, типовой вид рода Сирень семейства Маслиновые.

## Ботаническое описание

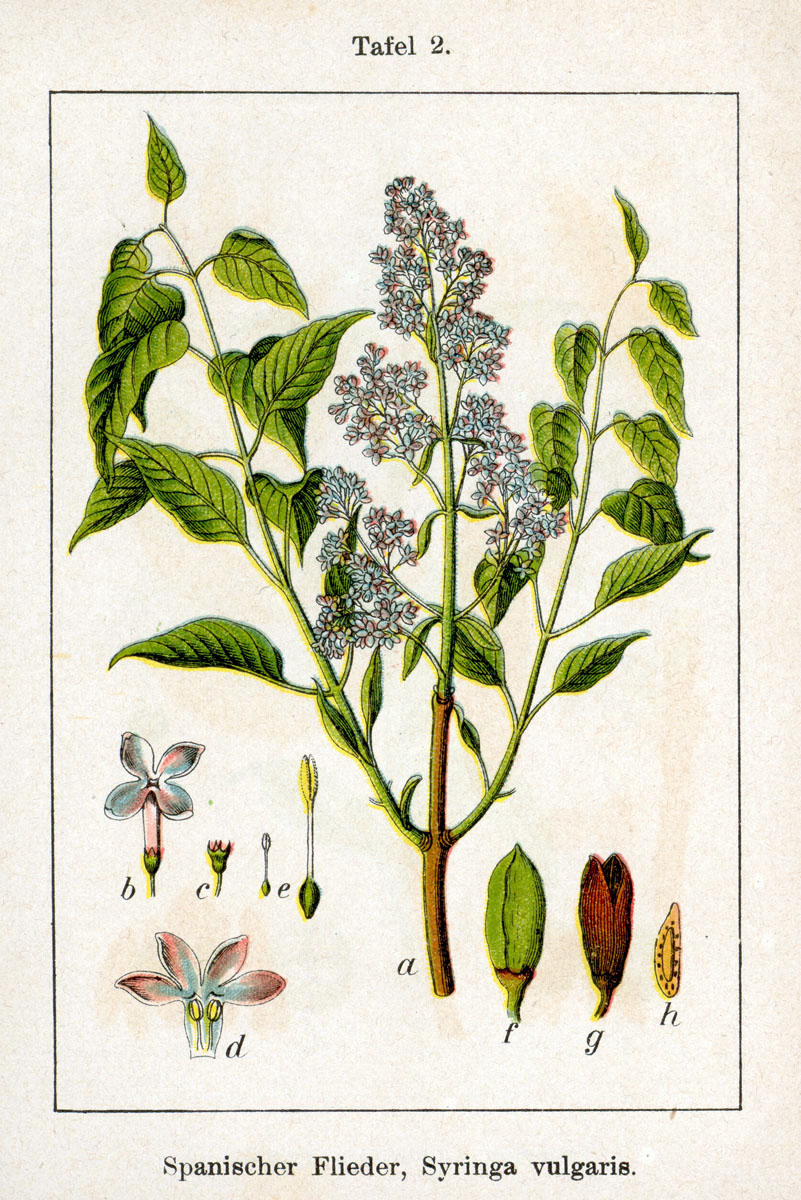

Сирень обыкновенная — многоствольный листопадный кустарник высотой 2—8 м. Диаметр каждого ствола может достигать 20 см.
Кора серая или серо-коричневая, кора молодых растений гладкая.

### Побеги и почки
Побеги заканчиваются двумя почками, реже одной. Конечные почки толстые, четырёхгранные, островершинные, зеленовато-оливковые или красноватые, до буро-красных, 6—12 мм длины. Боковые почки отстоящие, несколько меньше конечных, но такой же формы и окраски. Чешуйки на почках располагаются крестообразно. Наружных чешуек 8, внутренних — 4. Все наружные чешуйки килеватые, округлённые, заканчивающиеся острием, некоторые каёмчатые. У основания побегов почки мелкие. Листовой рубец очень узкий, с 6—7 следами, образующими одну прямую линию, или в виде полумесяца. Супротивно лежащие листовые рубцы не соединяются.
Цветочные почки закладываются на побегах с прошлого года.
Побеги зеленовато-серые или желтовато-серые, голые, округлые, с заметными чечевичками, продольными многочисленными узкими трещинами.

### Листья
Листья супротивные, простые, 4—12 см длиной и 3—8 см шириной, у основания сердцевидные или прямо срезанные, к вершине заострённые, зелёные, голые, плотные, цельнокрайные, с черешками до 3 см длиной. Опадают зелёными. В южных районах и даже средних широтах всю зиму остаются под снегом зелёными.

### Соцветия и цветки
Цветки 6—10×5—8 мм, от лиловых и фиолетовых до белых, душистые, долго неопадающие, собраны в пирамидальные парные, прямостоячие или поникающие метёлки длиной 10—20 см. Дикорастущая форма имеет немахровые, лиловые цветки различных оттенков. Цветёт ежегодно в мае — начале июня (на юге, в Ростовской области, сроки цветения сильно смещены, цветение начинается в середине апреля), 20 дней:303, с четырёхлетнего возраста.
Пыльцевые зёрна трёхбороздные, эллипсоидальной, реже шаровидной формы. Длина полярной оси 25,5—34 мкм, экваториальный диаметр 23,8—28,9 мкм. В очертании с полюса почти округлые, с экватора — эллиптические, реже округлые. Борозды шириной 5—7,5 мкм, короткие, с неровными краями и неровно притуплёнными концами; мембрана борозд мелкозернистая. Ширина мезокольпиума 20,4—23,8 мкм, диаметр апокольпиума 11,9—15,3 мкм. Толщина экзины в центре мезокольпиума 2—2,5 мкм, около борозд — 1,5—1,8 мкм (за счёт утоньшения стерженькового слоя). Стерженьки тонкие, с округлыми или продолговатыми головками, расположены на расстоянии 1—2 мкм один от другого. Мекзина толщиной 0,6—0,8 мкм, покров тонкий. Скульптура сетчатая, со стерженьковыми стенками; ячейки сетки угловатые, часто удлинённые, с наибольшим диаметром 4 мкм. Пыльцевые зёрна светло-жёлтого цвета.

### Плоды
Плод — сухая двугнёздная коробочка до 1,5 см длиной, с несколькими продолговатыми и кожисто-крылатыми семенами, вскрывающаяся по гнёздам. При вскрытии коробочки семена падают на землю, часто, благодаря наличию крыла, отлетая от материнского растения. Созревает осенью. Масса 1000 семян 5—9 г, по другим данным 6,7 г:184. Семена созревают в Ботаническом саду АН РФ в сентябре — октябре:144.
Размножается семенами, корневыми отпрысками и порослью от пня. Перед весенним посевом семена необходимо стратифицировать. Семена сирени обыкновенной при благоприятных условиях способны прорастать сразу же после сбора:168. Их рекомендуется высевать за один месяц до заморозков:177.

## Продолжительность жизни
Доживает до ста лет. Шестидесятилетние экземпляры имеются в парке Аскания-Нова. Зарегистрирован экземпляр сирени обыкновенной, достигший 130-летнего возраста. Куст был посажен в 1801 году, к 1931 году он имел диаметр кроны 11 м, а наибольший ствол имел в обхвате на высоте груди 80 см.

## Распространение и экология
В естественном виде растёт на Балканском полуострове (Албания, Болгария, Греция, Румыния, Югославия). По данным 1902 года в диком виде растёт по нижнему течению Дуная (в Банате, районе Железных Ворот), Болгарии и Сербии. По другим данным имеет реликтовый ареал в южных Карпатах.
Область натурального распространения приурочена к переходной субсредиземноморской ландшафтной зоне. Для неё типичны леса из дуба пушистого с грабом восточным. Антропогенное воздействие превращает их в псевдомаквис. Сирень обыкновенная образует заросли в псевдомаквисе совместно с многими другими видами: грабом восточным, скумпией кожевенной, сумахом дубильным, держи-деревом и самшитом вечнозелёным. Здесь же она пересекается со своими дальними родственниками: ясенем манновым и жасмином кустарниковым.
В дикой природе селится на известковых и силикатных почвах. Встречается как на горных склонах, так и в долинах рек.
Культивируется на территории бывшего СССР до широты Санкт-Петербург — Екатеринбург; в Западной Сибири — в южной зоне тайги, в лесостепной и степной зонах, в Средней Азии, на юге Восточной Сибири, в средней и южной частях Дальнего Востока.

## Химический состав
Цветки содержат эфирное масло и глюкозид сирингин. Растение ядовито.

## Практическое использование

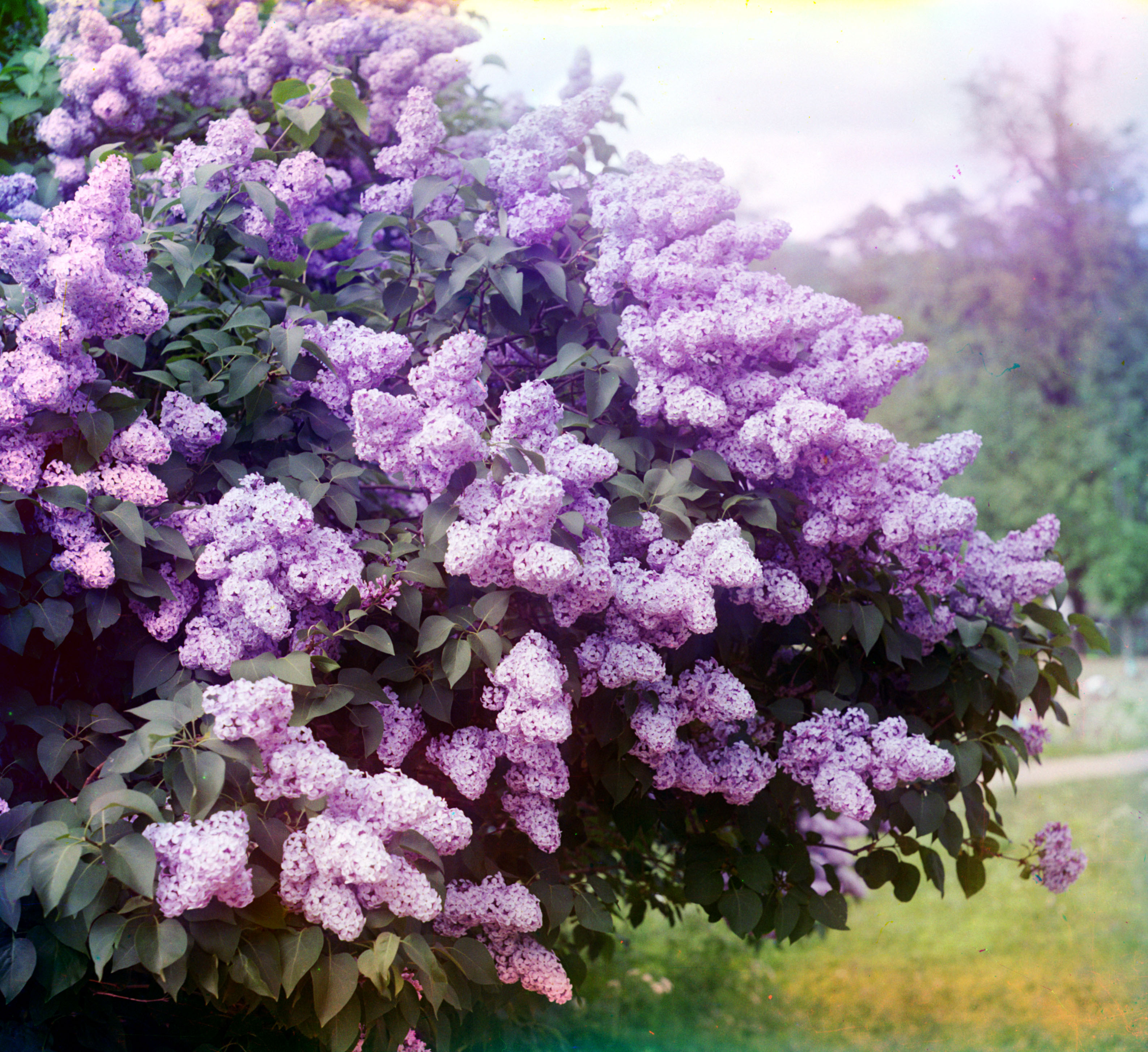
Фотография С. Прокудина-Горского (между 1905 и 1915 гг)

Цветки выделяют массу нектара, который из-за большой длины трубки мало доступен пчёлам. Пчёлы собирают с них небольшое количество пыльцы и нектара.

### Древесина
Древесина с красноватой широкой заболонью, буро-красным с фиолетовыми прожилками ядром, имеет тонкозернистую структуру. Сердцевина широкая, белая, рыхлая. Волокна прямые. Плотность при 15 % влажности 0,98г/см3, при 12 % — 0,90 г/см3. Древесина очень твёрдая, тяжёлая, с высокими физико-механическими свойствами, трудно колется, но хорошо полируется. Используется на точёные изделия.

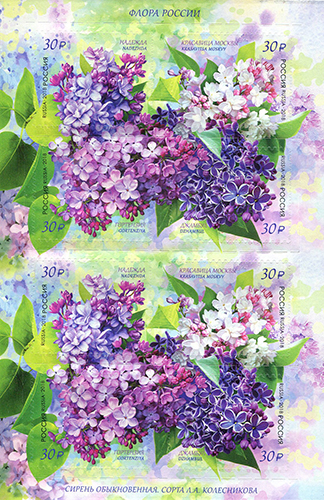
Почтовый лист 2018 года. Сорта сирени: «Надежда», «красавица Москвы», «Гортензия», «Джамбул»

### В медицине
Цветки обладают потогонным, противомалярийным и обезболивающим действием. Листья способствуют созреванию нарывов и очищению их от гноя.
Настой цветков применяют при коклюше и почечных заболеваниях, а в смеси с цветками липы — как потогонное и противомалярийное средство. Листья входят в состав основной смеси трав, применяемой в народной медицине при лечении туберкулёза лёгких. Измельчённые листья прикладывают к ранам для их заживления, а мазь из цветков применяют при ревматизме.
Применение внутрь требует осторожности.

### В декоративном садоводстве
Используется как декоративное, почвозащитное растение на склонах, подвергаемых размывам.
В Европе сирень используется в качестве декоративного кустарника с середины XVI века, когда она была завезена из Константинополя в Италию и Вену Ожье Гисленом де Бусбеком, послом императора Священной Римской империи Фердинанда I в Турции. После того, как де Бусбек заключил мирный договор в 1555 году с султаном Сулейманом I, он оставался в Турции в качестве посланника в течение 1556—1562 годов. Во время своего пребывания в Константинополе де Бусбек живо интересовался местными садами и произраставшими в них декоративными растениями, уцелевшими от византийской эпохи. Особенно послу понравился один кустарник, который турки называли «лилак». Де Бусбек приложил все усилия, чтобы развести этот кустарник в австрийских, германских и фландрских садах. Первый раз «лилак», который стали называть «турецкой калиной» или «сиренью», зацвёл в Вене в мае 1589 года.

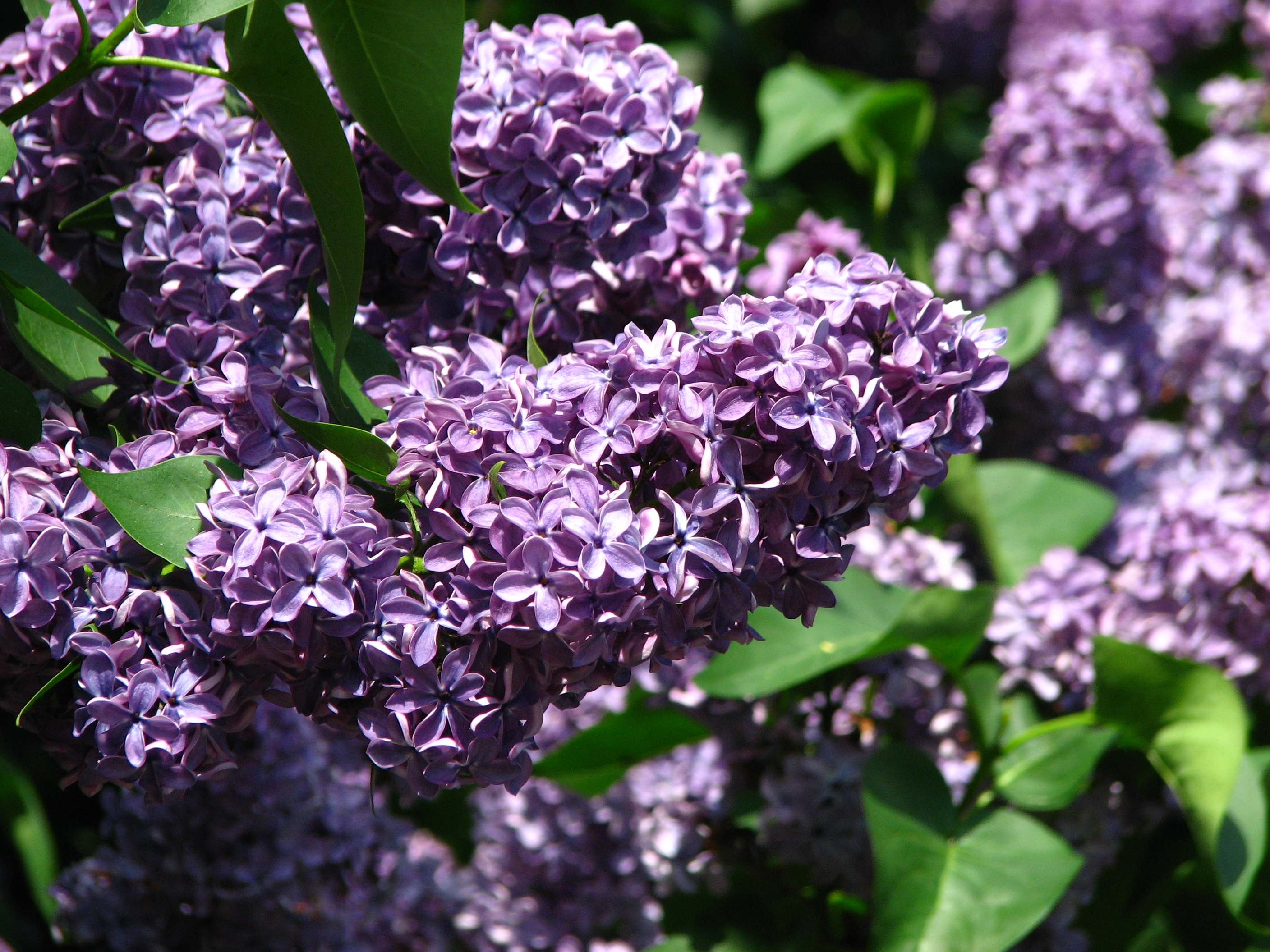
Сирень 'Cavour' (Лемуан, 1910).

Однако до 1880-х годов сирень обыкновенная занимала в декоративном садоводстве весьма скромное место. К недостаткам растения как декоративной культуры относились короткий период цветения, его нерегулярность, мелкие цветки, небольшие, рыхлые и малоцветковые соцветия-метёлки. К середине XIX века садоводческий ассортимент включал в себя лишь несколько сортов сирени. Положение дел изменилось благодаря селекционной работе французского садовода Виктора Лемуана (1823—1911). В конце XIX — начале XX века он получил несколько десятков сортов сирени обыкновенной, некоторые из них признаны эталонными. Лемуану удалось преодолеть природные недостатки сирени обыкновенной: его сорта отличаются пышным и продолжительным цветением, плотными соцветиями правильной формы; он создал также сорта с махровыми цветками самой разнообразной расцветки. Его дело продолжили сын Эмиль Лемуан (1862—1942) и внук Анри Лемуан (1897—1982). Всего в питомнике «Виктор Лемуан и сын» с 1870-х по 1960-е годы вывели 214 сортов и гибридов сирени; из них подавляющее большинство — это сорта сирени обыкновенной.

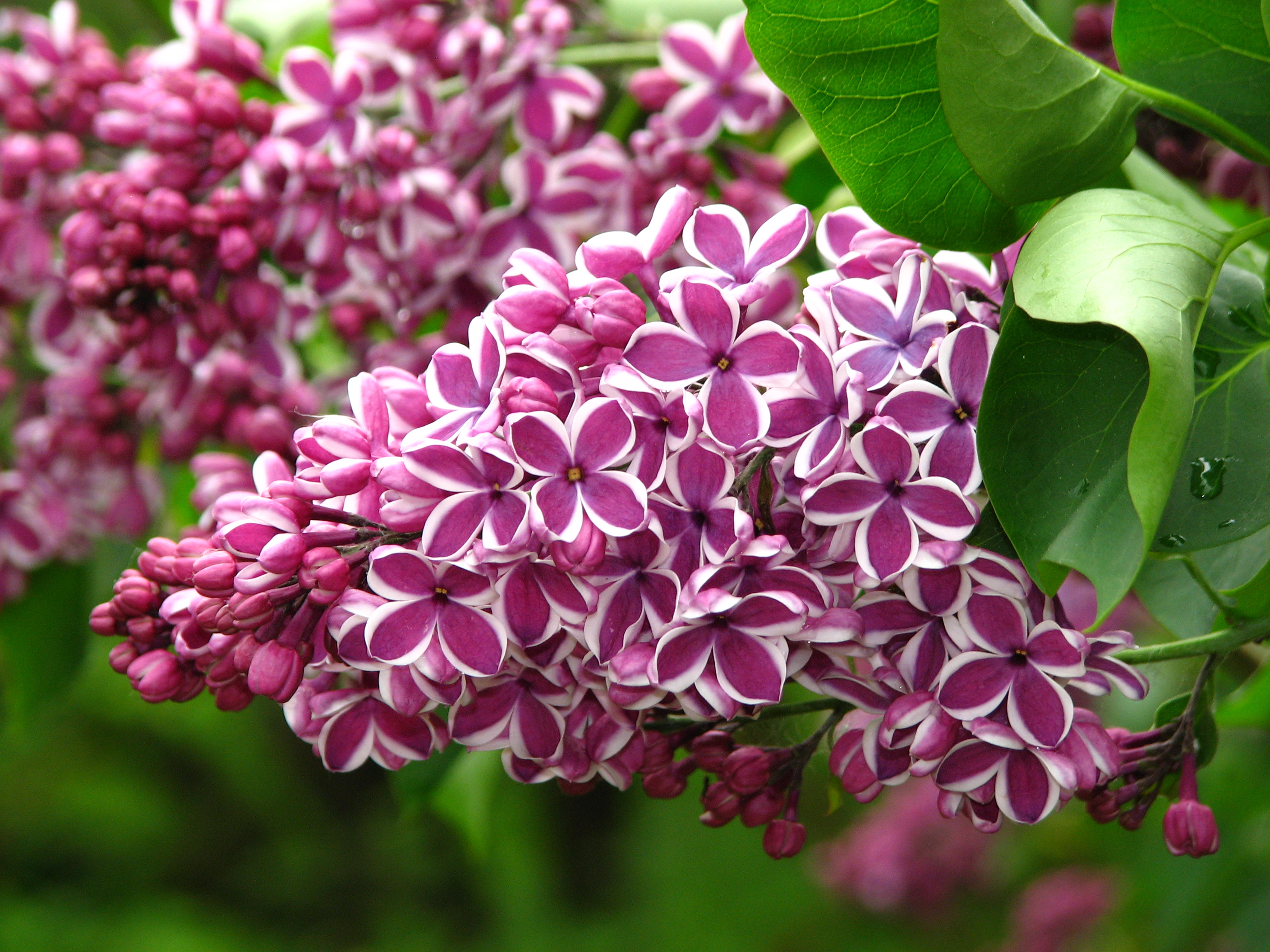
Сирень 'Sensation' (Маарсе, 1938).

В Европе ведущим центром селекции сирени обыкновенной благодаря ценнейшему вкладу семьи Лемуанов традиционно считалась Франция, где, помимо Лемуанов, с сиренью работали Шарль Бальте, Франсуа Морель, Огюст Гушо (Auguste Gouchault). Сирень привлекала садоводов и селекционеров Германии — среди них Людвиг Шпет и Вильгельм Пфитцер. В начале XX культура стала популярной в Голландии, где сиренью занимались Гуго Костер, Ян ван Тол, Клаас Кессен, Дирк Эвеленс Маарсе. Маарсе внёс наиболее существенный вклад в селекцию сирени, введя в культуру 22 выдающихся сорта, среди которых — 'Sensation' с редкой окаймлённой расцветкой и 'Flora 1953', считающийся сортом с одними из самых крупных цветков до 3,5 см в диаметре. В Польше с сиренью обыкновенной успешно работал селекционер Миколай Карпов-Липски (1896—1981).
Возраставшая в начале XX века популярность сирени не миновала Северную Америку, где сирень со временем получила широкое распространение. В США с 1920-х годов оригинальные сорта сирени обыкновенной выводили Джон Данбар, Гульда Клагер, Уолтер Босуорт Кларк, Теодор Хавемейер, Джон Фиала. Заложенный в 1892 году Джоном Данбаром сиреневый сад в Рочестере (штат Нью-Йорк) стал с конца XIX века местом проведения фестиваля сирени , в котором в настоящее время принимают участие более полумиллиона человек ежегодно. В Японии также ежегодно проводится обширный фестиваль сирени в городе Саппоро, на гербе которого она изображается. В Канаде, где сирень также очень популярна, над новыми сортами трудились Мэри Элиза Блэклок, Фрэнк Скиннер; в канадском Гамильтоне находится крупнейший в мире сирингарий, его коллекция состоит из более чем 800 сортов.

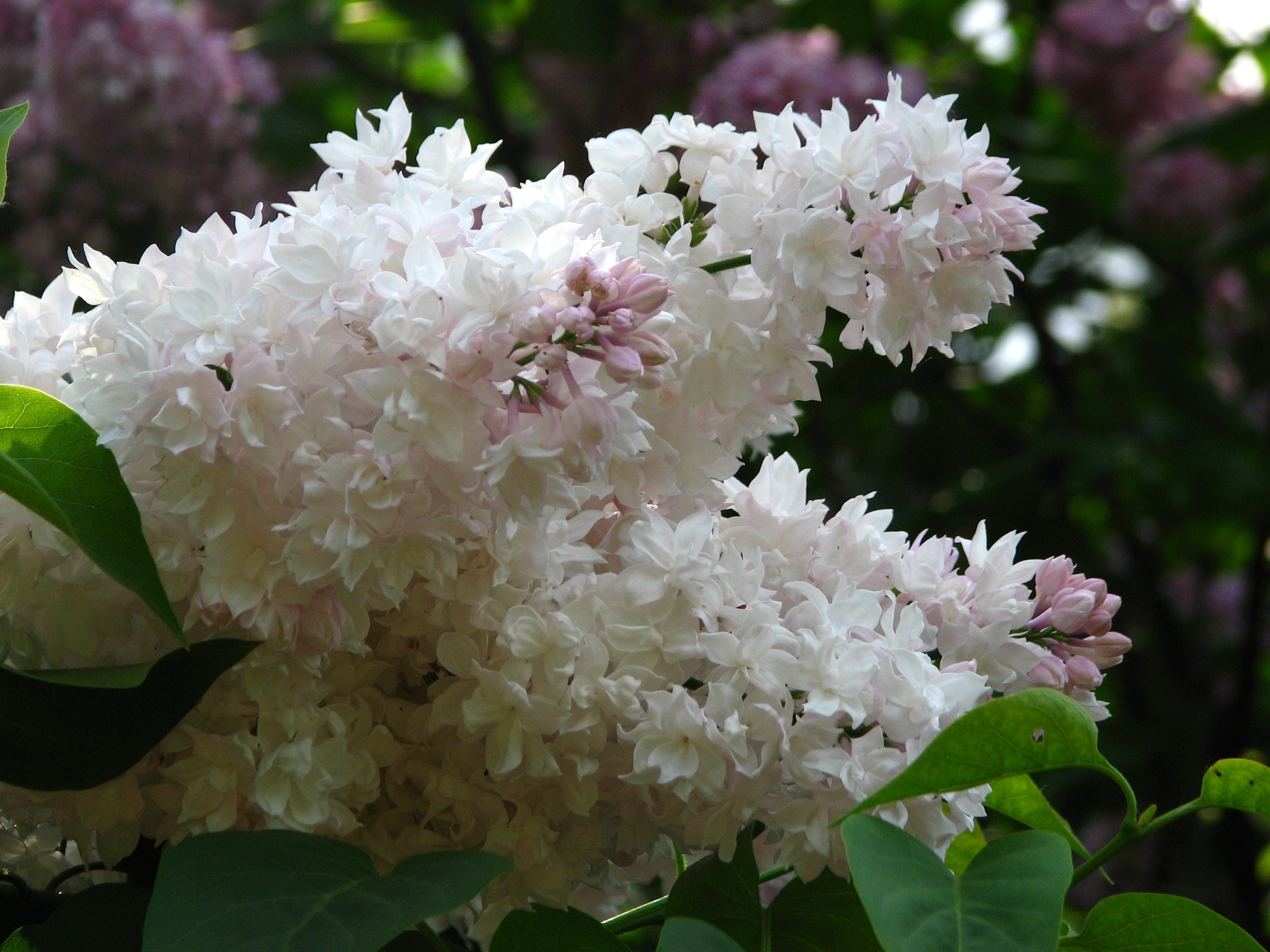
Сирень 'Красавица Москвы' (Колесников, 1947).

В России селекцией сирени с 1920-х годов занимался селекционер-самоучка Л. А. Колесников (1893—1968), который вывел около 300 сортов (сохранилось около 50). Некоторые из них признаны шедеврами селекционной работы (например, знаменитый сорт 'Красавица Москвы'); за выдающийся вклад в культуру сирени Международное общество сирени удостоило Леонида Колесникова в 1973 году своей высшей награды — «Золотой ветки сирени». Над сортами сирени обыкновенной работали также Н. К. Вехов (1887—1956), создавший под Липецком на базе Лесостепной опытно-селекционной станции обширную коллекцию сортов сирени для научной работы; под его руководством были получены 15 высокодекоративных сортов. Селекцией сирени занимался Н. Л. Михайлов, ставший в 1977 году лауреатом «Золотой ветки сирени». Центрами изучения сирени в России стали коллекции ботанических садов: Главного ботанического сада им. Цицина РАН и Ботанического сада МГУ в Москве. Коллекция ГБС, включавшая в себя свыше 400 сортов, в 1970-е годы считалась одной из лучших в мире. В коллекции Ботанического сада МГУ, состоящей из 130 сортов, представлено самое полное собрание сортов селекции Леонида Колесникова.

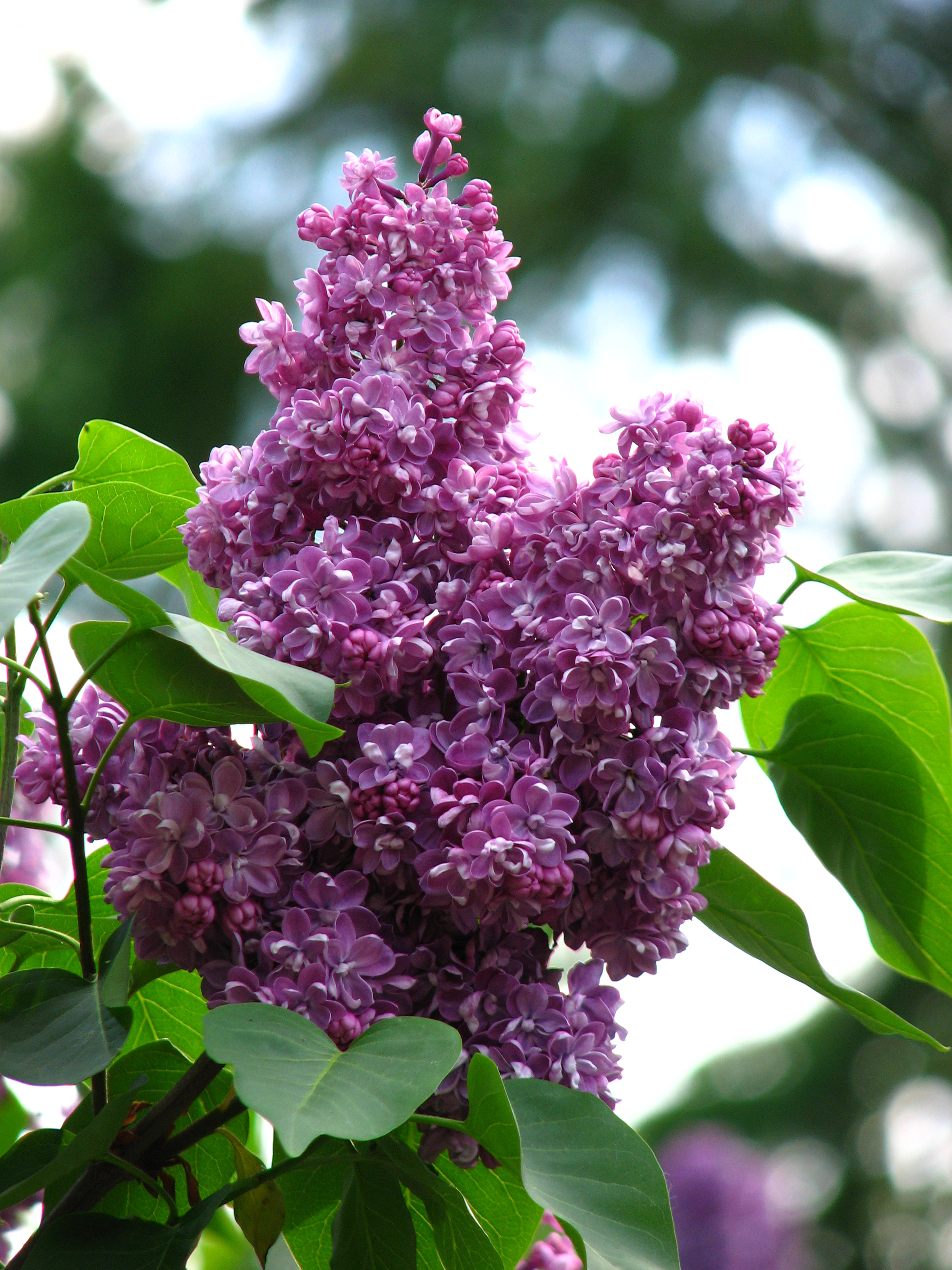
Сирень 'Павлинка' (Смольский, Бибикова, 1964).

Ценный вклад в селекцию сирени внесли сотрудники Ботанического сада Академии наук Белоруссии — Н. В. Смольский и его соавтор В. Ф. Бибикова, получившие 16 сортов сирени, отличающихся не только высокой декоративностью, но и повышенной устойчивостью в культуре для использования в городском озеленении. Созданная в Минске академиком Смольским коллекция сортов по своему ассортименту уступала в СССР лишь коллекции ГБС в Москве. Селекцией сирени обыкновенной занимались и в Ботаническом саду Академии наук Украины в Киеве, где также был создан сирингарий с обширной коллекцией сортов. В 1960-е — 1970-е годы появились ценные сорта сирени обыкновенной, выведенные в Казахстане, над которыми работали А. Ф. Мельник, В. Г. Рубаник, Б. К. Дягилев, Т. В. Дзевицкий, М. Г. Сагитова.
Сирень обыкновенная издавна культивируется на территории бывшего СССР. Морозостойкое растение. Выдерживает понижение температуры до −30° и более:22. Довольно засухоустойчиво и лишь в наиболее засушливых районах в жаркие дни нуждается в поливе. Вынослива в городских условиях. Выносит небольшое затенение. К почве мало требовательна, растёт на известковых и каменистых почвах, на довольно бедных песчаных почвах, выносит небольшую засоленность почвы (светло-каштановые почвы). Наилучшего развития достигает на плодородной, глубокой суглинистой почве и относится к породам, требовательным к плодородию почвы. Сорта сирени рекомендуется высаживать в хорошо удобренную почву:29. В процессе выращивания требует много азота, фосфора и калия. Предпочитает расти на почвах, близких к нейтральным (pH 6,5—7,4):31—32.
В International Register and Checklist of Cultivar Names in the Genus Syringa L. сорта описываются с указанием формы цветка — простой (S), махровый (D) и кода окраски: белая (I), фиолетовая (II), голубоватая (III), сиреневая (IV), розоватая (V), мажентовая (VI), пурпурная (VII), сложная или переходная (VIII). Эта классификация по цветам была предложена в 1942 году Дж. Уистером и используется до сих пор. В случае, если окраска цветков сорта соответствует нескольким колористическим группам или сменяется в ходе их распускания, то указывается комбинированный код окраски через знак «-». Если в окраске цветка присутствуют одновременно цвета, относящиеся к двум или более колористическим группам, то код окраски указывается через знак «/» .

## Некоторые сорта
- 'Красавица Москвы'
- 'Aucubaefolia'
- 'Buffon'
- 'Maiden’s Blush'
- 'Flora 1953'

## Классификация

### Таксономическое положение
Syringa vulgaris L., 1753, Sp. Pl. : 9
Вид Сирень обыкновенная относится к роду Сирень (Syringa) семейства Маслиновые (Oleaceae) порядка Ясноткоцветные (Lamiales) и включается в дочернюю кладу Ламииды, последовательно входящую в более крупные клады Астериды → Суперастериды → Эвдикоты → Цветковые растения. Таксономическая схема в соответствии с Системой APG IV по состоянию на декабрь 2023 года:
|  |                          |  |                                   |                                   |                      |  | еще 23 семейства | еще 23 семейства |                     |  |  |  | еще 11 подтвержденных видов и 28 видов, ожидающих подтверждения |
|  |                          |  |                                   |                                   |                      |  | еще 23 семейства | еще 23 семейства |                     |  |  |  | еще 11 подтвержденных видов и 28 видов, ожидающих подтверждения |
|  |                          |  |                                   | порядок Ясноткоцветные            |                      |  |                  |                  | род Сирень          |  |  |  |                                                                 |
|  |                          |  |                                   | порядок Ясноткоцветные            |                      |  |                  |                  | род Сирень          |  |  |  |                                                                 |
|  | клада Цветковые растения |  |                                   |                                   | семейство Маслиновые |  |                  |                  | Сирень обыкновенная |  |  |  |                                                                 |
|  | клада Цветковые растения |  |                                   |                                   | семейство Маслиновые |  |                  |                  |                     |  |  |  |                                                                 |
|  |                          |  | ещё 63 порядка цветковых растений | ещё 63 порядка цветковых растений |                      |  |                  | еще 28 родов     | еще 28 родов        |  |  |  |                                                                 |
|  |                          |  |                                   | ещё 63 порядка цветковых растений |                      |  |                  |                  | еще 28 родов        |  |  |  |                                                                 |

### Синонимы
В синонимику вида входят следующие названия:
- Lilac caerulea (Jonst.) Lunell
- Lilac cordato-folia Gilib.
- Lilac suaveolens Gilib.
- Lilac vulgaris (L.) Lam.
- Lilac vulgaris var. alba (Weston) Jacques & Hérincq
- Lilac vulgaris var. coerulea (Weston) Jacques & Hérincq
- Lilac vulgaris var. purpurea (Weston) Jacques & Hérincq
- Lilac vulgaris var. violacea (Aiton) Jacques & Hérincq
- Liliacum album (Weston) Renault
- Liliacum vulgare (L.) Renault
- Syringa alba (Weston) A.Dietr. ex Dippel
- Syringa albiflora Opiz
- Syringa amoena K.Koch
- Syringa bicolor K.Koch
- Syringa caerulea Jonst.
- Syringa carlsruhensis K.Koch
- Syringa cordifolia Stokes
- Syringa cordifolia var. alba Stokes
- Syringa cordifolia var. caerulescens Stokes
- Syringa cordifolia var. purpurascens Stokes
- Syringa latifolia Salisb.
- Syringa lilac Garsault
- Syringa lilac Thouin
- Syringa lilac var. alba (Weston) Thouin
- Syringa lilac var. purpurea (Weston) Thouin
- Syringa lilac var. violacea (Aiton) Thouin
- Syringa marliensis K.Koch
- Syringa nigricans K.Koch
- Syringa notgeri K.Koch
- Syringa philemon K.Koch
- Syringa rhodopea Velen.
- Syringa versaliensis K.Koch
- Syringa virginalis K.Koch
- Syringa vulgaris f. alba (Weston) Voss
- Syringa vulgaris f. albipleniflora S.D.Zhao
- Syringa vulgaris f. coerulea (Weston) Schelle
- Syringa vulgaris f. plena (Oudin) Rehder
- Syringa vulgaris f. purpurea (Weston) Schelle
- Syringa vulgaris f. violacea (Aiton) Schelle
- Syringa vulgaris unr. duplex Kuntze
- Syringa vulgaris unr. plena Oudin
- Syringa vulgaris var. alba Weston
- Syringa vulgaris var. alba Aiton
- Syringa vulgaris var. albiflora Bluff & Fingerh.
- Syringa vulgaris var. albiflora Pančić
- Syringa vulgaris var. caerulea Weston
- Syringa vulgaris var. caerulea Aiton
- Syringa vulgaris var. caroli F.Neumann
- Syringa vulgaris var. coerulea Weston
- Syringa vulgaris var. colmariensis F.Neumann
- Syringa vulgaris var. lilacina Sweet
- Syringa vulgaris var. macrantha Borbás
- Syringa vulgaris var. marlyensis F.Neumann
- Syringa vulgaris var. media F.Neumann
- Syringa vulgaris var. plena (Oudin) Rehder
- Syringa vulgaris var. pulchella Velen.
- Syringa vulgaris var. purpurea Weston
- Syringa vulgaris var. purpurea St.-Lag.
- Syringa vulgaris var. regia St.-Lag.
- Syringa vulgaris var. rhotomagensis F.Neumann
- Syringa vulgaris var. rubra Lodd. ex Loudon
- Syringa vulgaris var. rubramaxima F.Neumann
- Syringa vulgaris var. semiplena F.Neumann
- Syringa vulgaris var. sibbirica F.Neumann
- Syringa vulgaris var. transsilvanica Schur
- Syringa vulgaris var. violacea Aiton
- Syringa vulgaris var. virginalis F.Neumann